# Филиппково (Ивановская область)
Филиппково — село в Комсомольском районе Ивановской области Российской Федерации, входит в состав Писцовского сельского поселения.

## География
Село расположено в 12 км на северо-восток от центра поселения села Писцово и в 33 км на северо-восток от районного центра города Комсомольскa.

## История
В XVI-XVII веках по административно-территориальному делению село входило в состав Костромского уезда в Сорохотский стан. В 1628 году упоминается церковь «Никола чудотворец в селе Филипове в Сорохотцком стану в вотчине боярина князя Юрия Яншевича Сулешева». В апреле 1615 года «вотчина князя Юрья Леонтьевича Сулешева село Филипково с деревнями, что разорено от польских и от литовских людей, а в селе двор княжей вызжен, на дворе один приказной человек». В 1627-1631 годах «за Васильем Богдановым Бутурлиным в поместье по отдельной выписи Ярославского губнаго старосты Пятово Колягина 1621 г. жеребей села Филипкова, что было по приправочным книгам писцов Василья Вельяминова да Пантелея Усова с товарищи 1596 и 1597 г. вотчина Михаила Глебовича Салтыкова, а после было в вотчине ж за Борисом да за Михайлом Михайловыми Салтыковыми, а достальныя жеребья того села в поместье за Кузьмою Даниловым Левонтьевым да за Петром Ивановым Новосильцовым, а в селе церковь Николы чуд. древена клетцки...». 1733 года 5 марта дана новоявленная память церкви Николая чуд., что в Филипкове попову сыну пономарю  Ивану Михайлову о бытии ему у той же церкви дьячком на месте тоя церкви дьячка Федора Федорова, который в прошлом 1732 г. посвящен в дьяконы в Ростовский уезд, в село Пятницы.... 
Каменная Николаевская церковь с колокольней построена была в 1808 году. Вокруг церкви было две каменные ограды: одна вокруг храма, другая вокруг обширного кладбища, существовавшего между двух посадов села. Престолов было два: в холодной — во имя святителя Николая Чудотворца, в теплой — в честь Пророка Илии.
В конце XIX — начале XX века село входило в состав Сорохтской волости Нерехтского уезда Костромской губернии, с 1918 года — Иваново-Вознесенской губернии.
С 1929 года село входило в состав Сорохтского сельсовета Писцовского района Ивановской области, с 1932 года — в составе Комсомольского района, с 1954 года — в составе Дмитриевского сельсовета, с 1961 года — в составе Писцовского сельсовета, с 2005 года — в составе Писцовского сельского поселения.

## Население
| 1872 | 1897 | 1907 | 2002 | 2010 |
| ---- | ---- | ---- | ---- | ---- |
| 313  | ↘254 | ↗297 | ↘6   | ↘5   |

## Достопримечательности
В селе расположена недействующая Церковь Николая Чудотворца (1808).